# ハンゾー (パチスロ)
ハンゾーは、ネットが1999年に発売したパチスロ機である。

## 仕様
- Bタイプ仕様であり、「服部半蔵」をモチーフとした作り。
- 当時業界ではツインビッグを搭載した機種が流行していたが、「ハンゾー」ではそれの上を行く「トリプルビッグ」を搭載。「スーパー」「ミドル」「ノーマル」の3種類を搭載し、期待獲得枚数は順に500枚、400枚、300枚。
- 「ミドル」はいつでも揃えることができる。「スーパー」と「ノーマル」は制御によりどちらかに振り分ける。振り分け率は1:1となっている。
- プレイヤーによって、安定したミドルを選択するか、ノーマルのリスク覚悟でハイパーを狙うか、といった遊技方法も話題を呼んだ。
- 理論上ではどれを狙っても出玉率は同じである。しかしながら時期が進むにつれ、すべてミドルを消化するという堅実的なプレイヤーが増加した。